# 駐日ブルガリア大使館
駐日ブルガリア大使館（ちゅうにちブルガリアたいしかん、ブルガリア語: Посолство на България в Япония、英語: Embassy of Bulgaria in Japan）は、ブルガリアが日本の首都東京に設置している大使館である。在東京ブルガリア大使館（ブルガリア語: Посолство на България в Токио、英語: Embassy of Bulgaria in Tokyo）とも。

## 歴史
1939年、大日本帝国とブルガリア王国は相互に公使館を設置することに合意して外交関係を樹立。1942年5月、東京市に駐日ブルガリア公使館（ブルガリア語: Легация на България в Япония、英語: Legation of Bulgaria in Japan）が開設され、同年9月10日、初代駐日公使ヤンコ・ペエフが昭和天皇に信任状を捧呈した。
1944年9月にブルガリア王国で共産主義政権が成立したことを受けて、日本とブルガリアの国交が途絶する。1945年1月8日、2代目の駐日公使ストヤン・ペトロフ＝チョマコフにより駐日公使館が閉鎖された。同年8月、米ソ両国を筆頭とする連合軍の攻勢を支え切れなくなった大日本帝国が連合国に降伏。
1952年4月28日、サンフランシスコ平和条約の発効により日本国が独立したが、ブルガリア人民共和国を含む共産主義国は同条約に締結していなかったため、この時には日本とブルガリアの国交が回復していない。
1959年9月12日、日本国とブルガリア人民共和国の在ポーランド両国大使が公使交換を再開する共同コミュニケに署名したことにより、約15年ぶりに両国の国交が回復。1960年、3代目の駐日公使フリスト・ボエフが東京に赴任して公使館が再開した。
1964年、日本国とブルガリア人民共和国の公使館が相互に大使館へ昇格して、初代駐日大使にフリスト・ズドラフチェフが任命された。1989年にブルガリア人民共和国で共産党独裁体制が崩壊し、翌1990年には国名がブルガリア共和国に改称されたが、日本との国交や大使交換は現在に至るまで途絶えず継続している。

## 所在地
| 日本語       | 〒151-0053 東京都渋谷区代々木5-36-3        |
| ブルガリア語 | 5-36-3, Йойоги, Шибуя-ку, Токио 151-0053   |
| 英語         | 5-36-3, Yoyogi, Shibuya-ku, Tokyo 151-0053 |

## 大使
2021年4月14日より、マリエタ・ペトロヴァ・アラバジエヴァ・デ・デスカルシーが特命全権大使を務めている。

## 著名な在勤者
- スヴェトスラフ・ミンコフ（ブルガリア語版、英語版） - 作家

## ギャラリー

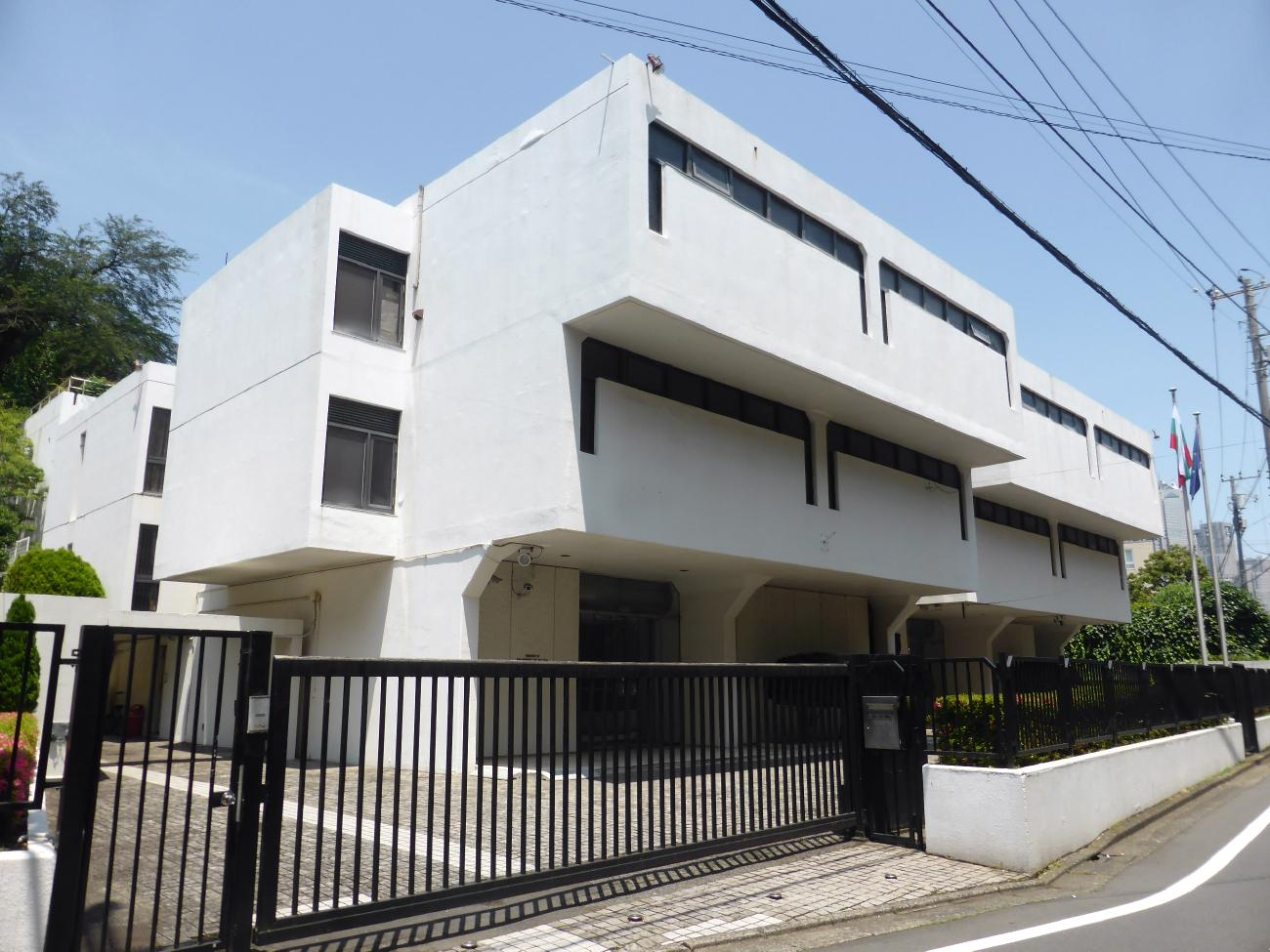
ブルガリア大使館全景
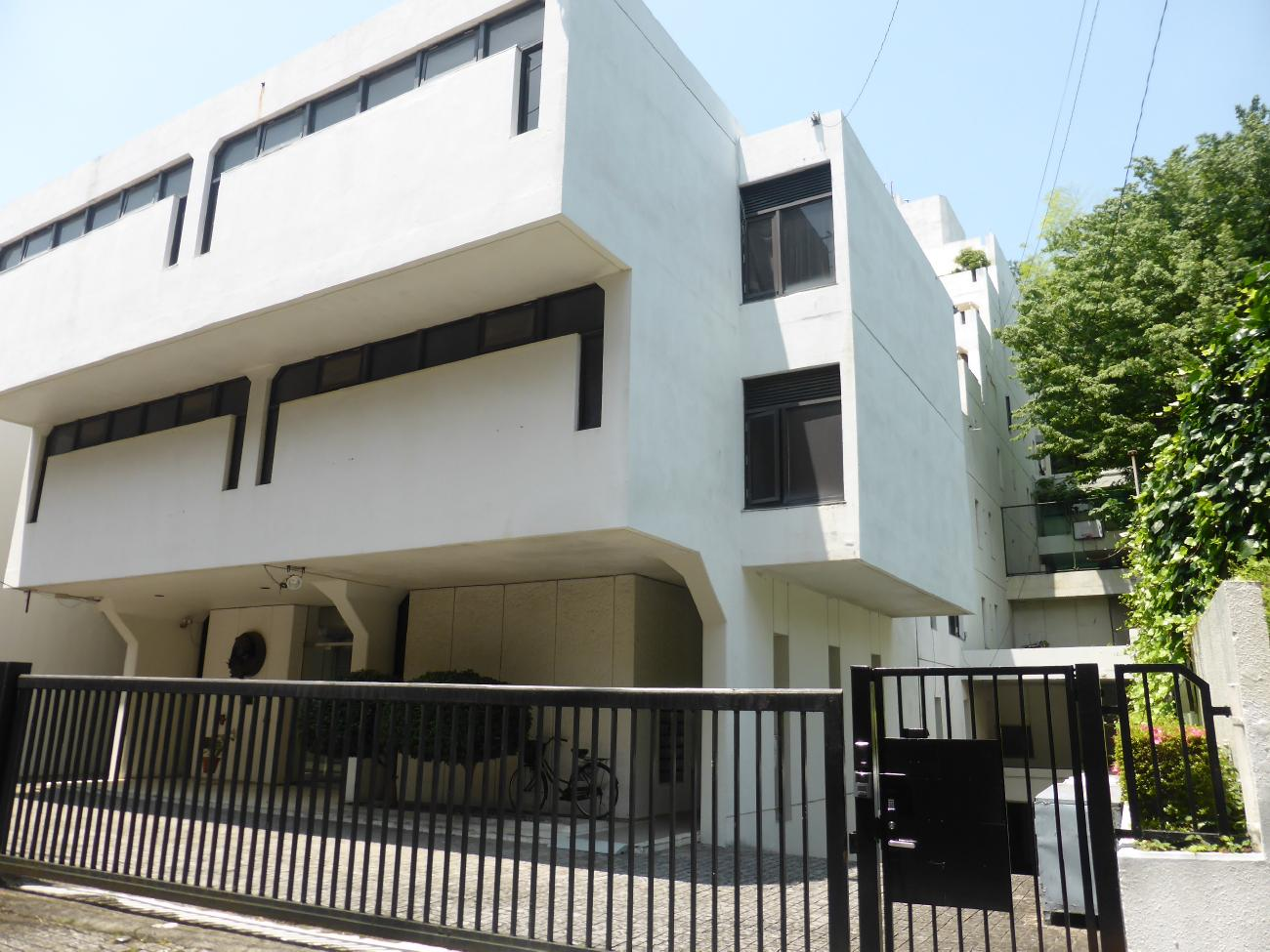
ブルガリア大使館側面
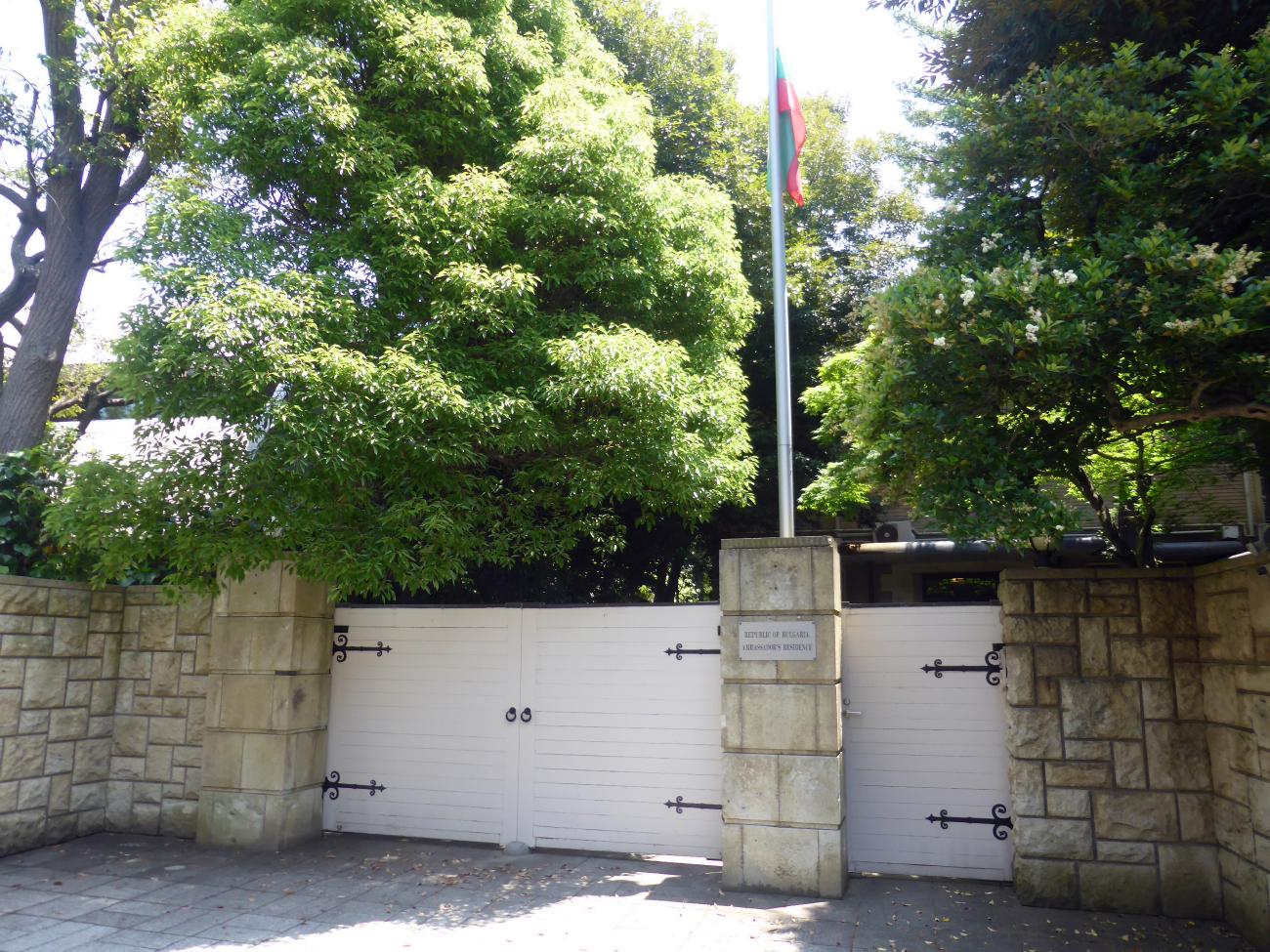
ブルガリア大使公邸
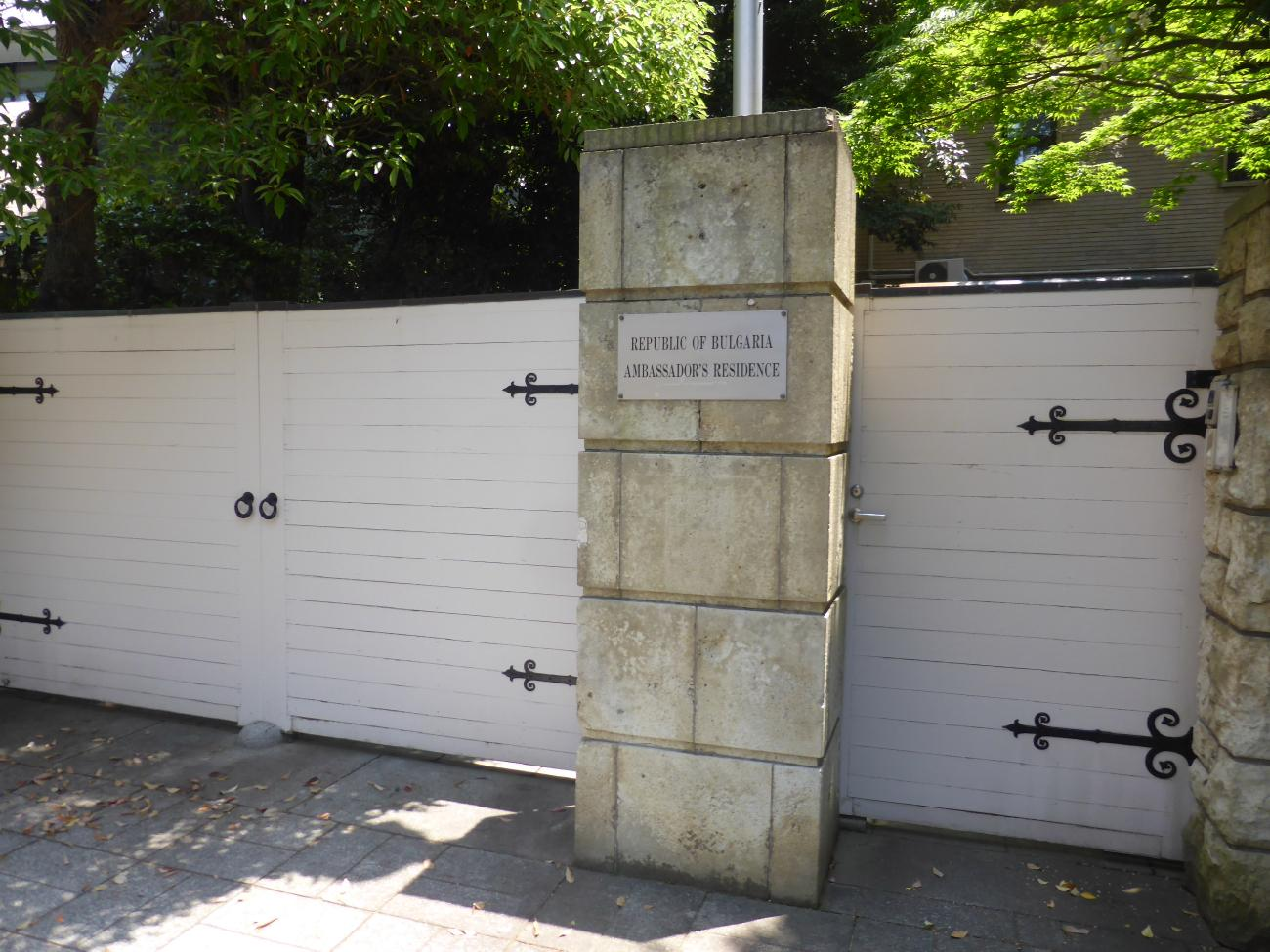
ブルガリア大使公邸表札